# アラ・デイ・サルディ
アラ・デイ・サルディ（イタリア語: Alà dei Sardi）は、イタリア共和国サルデーニャ自治州サッサリ県にある、人口約1,900人の基礎自治体（コムーネ）。

## 地理

### 位置・広がり

#### 隣接コムーネ
隣接するコムーネは以下の通り。括弧内のNUはヌーオロ県所属を示す。
- ベルキッダ
- ビッティ (NU)
- ブッドゥゾ
- モンティ
- オルビア
- オスキリ
- パドル

## 行政

### 分離集落
アラ・デイ・サルディには、以下の分離集落（フラツィオーネ）がある。
- Badde Suelzu, Sos Sonorcolos, Mazzinaiu, S'iscala Pedrosa